# Arrondissement di Rochechouart
L'arrondissement di Rochechouart è una suddivisione amministrativa francese, situata nel dipartimento dell'Alta Vienne e nella regione della Nuova Aquitania.

## Composizione
L'arrondissement di Rochechouart raggruppa 30 comuni in 6 cantoni:
- cantone di Oradour-sur-Vayres
- cantone di Rochechouart
- cantone di Saint-Junien-Est
- cantone di Saint-Junien-Ovest
- cantone di Saint-Laurent-sur-Gorre
- cantone di Saint-Mathieu